# Meugit
Meugit is een bestuurslaag in het regentschap Pidie van de provincie Atjeh, Indonesië. Meugit telt 965 inwoners (volkstelling 2010).